# Letheobia wittei
Letheobia wittei — вид змій родини сліпунів (Typhlopidae). Ендемік Демократичної Республіки Конго. Вид названий на честь бельгійського герпетолога Гастона-Франсуа де Вітте.

## Поширення і екологія
Letheobia wittei мешкають на північному заході ДР Конго. Вони живуть у вологих рівнинних тропічних лісах, на висоті 520 м над рівнем моря.